# Parož
Parož je naselje v Občini Dobrna.

## Prebivalstvo
Etnična sestava 1991:
- Slovenci: 41 (91,1 %)
- Neznano: 4 (8,9 %)